# ГЕС Beechwood
ГЕС Beechwood – гідроелектростанція у канадській провінції Нью-Брансвік. Знаходячись між ГЕС Гранд-Фолс (вище по течії) та ГЕС Mactaquac, входить до складу каскаду на річці Сент-Джон, яка починається у штаті Мен (США) та впадає до відомої своїми рекордними припливами затоки Фанді (частина Менської затоки між південним узбережжям Нью-Брансвіку та півостровом Нова Шотландія).
В межах проекту річку перекрили бетонною греблею, котра складається із десяти водопропускних шлюзів та машинного залу. Основне обладнання станції становлять три турбіни типу Каплан загальною потужністю 113 МВт, які використовують напір у 17,4 метра. 
Ще під час спорудження греблю облаштували підйомником для забезпечення міграції риби.